# Deutsche Feldhandball-Meisterschaft 1930/31
Die Deutsche Feldhandball-Meisterschaft 1930/31 war die elfte deutsche Feldhandball-Meisterschaft der Männer. Erneut gab es mit den Meisterschaften der Deutschen Sportbehörde für Leichtathletik (DSL) und der Deutschen Turnerschaft (DT) verschiedene Sportverbände, die einen Deutschen Feldhandballmeister ermittelten. Der Arbeiter-Turn- und Sportbund (ATSB) trug seine Handballmeisterschaften zukünftig nur noch alle zwei Jahre aus, daher wurde in dieser Spielzeit kein Meister gekürt.
Der Polizei SV Berlin sicherte sich erneut die mittlerweile neunte Meisterschaft der DSL. Bei der Feldhandballmeisterschaft der Deutschen Turnerschaft setzte sich erstmals der TV Oppum 1894 aus Krefeld durch. Im erstmals ausgetragenen inoffiziellen Gesamtdeutschen Endspiel zwischen dem Sieger der DSL und dem Sieger der Deutschen Turnerschaft behielt Berlin mit 12:5 die Oberhand.

## Meisterschaft der DSL

### Modus DSL
Erneut wurden die Teilnehmer in den sieben von den Regionalverbänden ausgespielten Regionalmeisterschaften ermittelt. Die regionalen Meister und, außer aus den Verbänden BSV und SOLV, Vizemeister waren für die Endrunde um die Deutsche Feldhandballmeisterschaft qualifiziert, welche im K.-o.-System ausgetragen wurden. Die beiden mitgliedsstärksten Verbände WSV und VMBV durften zudem noch einen dritten Teilnehmer stellen.
Folgende Vereine qualifizierten sich für die diesjährige Feldhandballmeisterschaft des DSL:
| Verein                  | Qualifiziert als                           |
| ----------------------- | ------------------------------------------ |
| Polizei SV Königsberg   | Baltischer Meister (BSV)                   |
| SV St. Georg von 1895   | Norddeutscher Meister (NSV)                |
| Hannover 96             | Norddeutscher Vizemeister (NSV)            |
| TuRa Barmen             | Westdeutscher Meister (WSV)                |
| VfB 08 Aachen           | Westdeutscher Vizemeister (WSV)            |
| Sportfreunde Siegen     | Gewinner Spiel um dritten Startplatz (WSV) |
| Polizei SV Berlin       | Brandenburgischer Meister (VBAV)           |
| 1. Spandauer Polizei-HC | Brandenburgischer Vizemeister (VBAV)       |
| Polizei VfL Weißenfels  | Mitteldeutscher Meister (VMBV)             |
| Polizei SV Gotha        | Mitteldeutscher Vizemeister (VMBV)         |
| VfL Halle 1896          | Sieger Runde der Zweiten (VMBV)            |
| Borussia Carlowitz      | Südostdeutscher Meister (SOLV)             |
| SV Darmstadt 98         | Süddeutscher Meister (SFuLV)               |
| SpVgg Fürth             | Süddeutscher Vizemeister (SFuLV)           |

### DSL-Vorrunde
| Datum          |                         | Ergebnis  | !Ort                                 |
| -------------- | ----------------------- | --------- | ------------------------------------ |
| 19. April 1931 | VfL Halle 1896          | 03:70     | Polizei SV Berlin \|\|Halle          |
| 19. April 1931 | VfB 08 Aachen           | 7:8 n. V. | Hannover 96 \|\|Aachen               |
| 19. April 1931 | TuRa Barmen             | 07:10     | SpVgg Fürth \|\|Barmen               |
| 19. April 1931 | SV Darmstadt 98         | 08:30     | Sportfreunde Siegen \|\|Darmstadt    |
| 19. April 1931 | Polizei VfL Weißenfels  | 14:10     | Polizei SV Königsberg \|\|Weißenfels |
| 19. April 1931 | 1. Spandauer Polizei-HC | 05:20     | SV St. Georg von 1895 \|\|Spandau    |
| 19. April 1931 | Borussia Carlowitz      | 06:70     | Polizei SV Gotha \|\|Breslau         |

### DSL-Zwischenrunde
| Datum                                |                        | Ergebnis | !Ort                                 |
| ------------------------------------ | ---------------------- | -------- | ------------------------------------ |
| 3. Mai 1931                          | Polizei VfL Weißenfels | 06:70    | SpVgg Fürth \|\|Weißenfels           |
| 3. Mai 1931                          | Polizei SV Gotha       | 05:90    | SV Darmstadt 98 \|\|Gotha            |
| 3. Mai 1931                          | Hannover 96            | 08:10    | 1. Spandauer Polizei-HC \|\|Hannover |
| Polizei SV Berlin hatte ein Freilos. |                        |          |                                      |

### DSL-Halbfinale
| Datum        |                 | Ergebnis | !Ort                                  |
| ------------ | --------------- | -------- | ------------------------------------- |
| 17. Mai 1931 | SpVgg Fürth     | 05:13    | Polizei SV Berlin \|\|Bamberg         |
| 17. Mai 1931 | SV Darmstadt 98 | 11:80    | 1. Spandauer Polizei-HC \|\|Darmstadt |

### DSL-Finale
Das ursprünglich am 31. Mai 1931 in Magdeburg ausgetragene Finale musste in der 50. Minute bei einem Stand von 8:7 für Darmstadt wegen eines Gewitters abgebrochen werden. Das Wiederholungsspiel wurde am 14. Juni 1931 in Hagen ausgetragen.
| Polizei SV Berlin | Polizei SV Berlin                                                                                                 | SV Darmstadt 98 | SV Darmstadt 98 |
| | 14. Juni 1931 in Hagen (Kampfbahn Höing) Ergebnis: 7:4 (2:1) Zuschauer: 10.000 Schiedsrichter: Offer (Düsseldorf) |                 |                 |
| Cuchra – Krohn, Gerloff, Adebahr, Urban, Köbke, Regehl, Witte, Wolff, Hinze, Bartels                                   | Henhs – Rothenburger, Förster, Papst, Delp, Dittmar, Ernst Fiedler, Werner, Fuchs, Rudi Freund, Ernst Feick       |                 |                 |
| 1:1 Woff (19.) 2:1 Hinze (24.) 3:1 Wolff (32., FW) 4:1 Witte (35.) 5:1 Hinze (??.) 6:1 Wolff (??., FW) 7:3 Witte (47.) | 0:1 Feick (8.) 6:2 Fiedler (41.) 6:3 Werner (43.) 7:4 Feick (??.)                                                 |                 |                 |

## Meisterschaft der Deutschen Turnerschaft

### Modus DT
Die Qualifikation zu Deutschen Feldhandballmeisterschaft der Deutschen Turnerschaft erfolgte über regionale Kreisgruppen. Folgende Vereine qualifizierten sich für die diesjährige Feldhandballmeisterschaft der DT:
| Verein                      | Qualifiziert als                                                                                             |
| --------------------------- | --- |
| TV Neufahrwasser            | Sieger DT-Kreis I (Ostpreußen und Danzig)                                                                    |
| TV Vorwärts Breslau         | Sieger DT-Kreis II (Schlesien)                                                                               |
| Turngemeinde in Berlin      | Sieger Kreisgruppenfinale DT-Kreis IIIa (Pommern) und DT-Kreis IIIb (Brandenburg)                            |
| MTV 1860 Magdeburg-Neustadt | Sieger Kreisgruppenfinale DT-Kreis IIIc (Provinz Sachsen und Anhalt) und DT-Kreis VI (Hannover-Braunschweig) |
| Polizei SV Kiel             | Sieger Kreisgruppenfinale DT-Kreis IV (Norden) und DT-Kreis V (Unterweser-Ems)                               |
| TV 1875 Algenrodt           | Sieger Kreisgruppenfinale DT-Kreis VII (Oberweser) und DT-Kreis IX (Mittelrhein)                             |
| TV Oppum                    | Sieger Kreisgruppenfinale DT-Kreis VIIIa (Westfalen) und DT-Kreis VIIIb (Rheinland)                          |
| VT Oggersheim               | Sieger Kreisgruppenfinale DT-Kreis X (Baden) und DT-Kreis XII (nur Pfalz)                                    |
| TV Fürth 1860               | Sieger Kreisgruppenfinale DT-Kreis XI (Schwaben) und DT-Kreis XII (Bayern, ohne Pfalz)                       |
| TSV 1867 Leipzig            | Sieger Kreisgruppenfinale DT-Kreis XIII (Thüringen) und DT-Kreis XIV (Freistaat Sachsen)                     |

### DT-Vorrunde
| Datum          |                             | Ergebnis |                        |
| -------------- | --------------------------- | -------- | ---------------------- |
| 26. April 1931 | TV Oppum                    | 06:20    | Polizei SV Kiel        |
| 26. April 1931 | TV Vorwärts Breslau         | 07:50    | TV Neufahrwasser       |
| 26. April 1931 | MTV 1860 Magdeburg-Neustadt | 04:60    | Turngemeinde in Berlin |
| 26. April 1931 | VT Oggersheim               | 05:30    | TV 1875 Algenrodt      |
| 26. April 1931 | TSV 1867 Leipzig            | 07:80    | TV Fürth 1860          |

### DT-Zwischenrunde
| Datum        |                        | Ergebnis |                     |
| ------------ | ---------------------- | -------- | ------------------- |
| 10. Mai 1932 | Turngemeinde in Berlin | 08:30    | TV Vorwärts Breslau |

### DT-Halbfinale
| Datum        |                        | Ergebnis | !Ort                  |
| ------------ | ---------------------- | -------- | --------------------- |
| 31. Mai 1931 | VT Oggersheim          | 03:40    | TV Oppum \|\|Mannheim |
| 31. Mai 1931 | Turngemeinde in Berlin | 09:70    | TV Fürth 1860 \|\|    |

### DT-Finale
| TV Oppum | TV Oppum                                                                                   | Turngemeinde in Berlin | Turngemeinde in Berlin |
| | 14. Juni 1931 in Krefeld (Grotenburg-Kampfbahn) Ergebnis: 4:3 (3:3) Zuschauer: 22.000      |                        |                        |
| Willy Klausmann – Paul Sommer, Eduard Winkels, Robert Sommer, Heinz Thölen, Maaßen, Josef Hahnenberg, Jakob Detges, Peter Mones, Hans Klausmann, Hans Ibels | Heinicke – Greger, Metz, Lubenow, Klatt, Ochtenhagen, Sieber, Barz, Wolff, Heininger, List |                        |                        |
| 1:1 Mohnes 2:1 Hahnenberg 3:1 Dettges 4:3 Dettges | 0:1 List 3:2 Wolff 3:3 Wolff                                                               |                        |                        |

## Gesamtdeutsches Endspiel
Zum ersten Mal traten die beiden Meister der Verbände DSL und DT gegeneinander an, um den inoffiziellen Gesamtdeutschen Feldhandballmeister zu ermitteln. Der DSB-Vertreter gewann diesen Vergleich deutlich.
| Polizei SV Berlin | Polizei SV Berlin                                                                                              | TV Oppum | TV Oppum |
| | 28. Juni 1931 in Leipzig Ergebnis: 12:5 (6:3) Zuschauer: 10.000                                                |          |          |
| Cuchra – Gerloff, Krohn, Köbke, Urban, Adebahr, Regehl, Witte, Wolff, Hinze, Bartels | W. Klausmann – R. Sommer, Winkels, P. Sommer, Thoelen, Maaßen, Hahnenberg, Detges, Moses, H. Klausmann, Ibbels |          |          |
| 1:0 Bartels (2.) 2:0 Wolff (12.) 3:1 Regehl (14.) 4:1 Witte (15.) 5:1 Regehl (15.) 6:2 Regehl (24.) 7:3 Hinze (31.) 8:4 Wolff (??.) 9:4 Bartels (??.) 10:5 Regehl (??.) 11:5 Witte (??.) 12:5 Hinze (??.) | 2:1 Dettges (??.) 5:2 Winkels (??., FW) 6:3 n. b. (??.) 7:4 n. b. (??.) 9:5 Dettges (??.)                      |          |          |